# Padina (okręg Vâlcea)
Padina – wieś w Rumunii, w okręgu Vâlcea, w gminie Amărăști. W 2011 roku liczyła 81 mieszkańców.